# Super Conflict
Super Conflict är ett turordningsbaserat strategispel utgivet till SNES. Spelet är uppföljaren till NES-spelet Conflict.

## Handling
Spelet är ett krigsspel med sexhörningsbaserade kartor, och utspelar sig i Mellanöstern. Det finns två sidor, blåa och röda laget, som skall erövra motståndarens flagga. På femte svårighetsgraden finns också ett flaggskepp.

### Fotnoter
1. ↑  ”Super Conflict: The Mideast” (på engelska). SNES Music. 18 mars 1994. http://www.snesmusic.org/v2/profile.php?profile=set&selected=2632. Läst 20 maj 2015.
2. 1 2  ”Release information” (på engelska). Gamefaqs. 18 mars 1989. http://www.gamefaqs.com/snes/588727-super-conflict-the-mideast/data. Läst 20 maj 2015.
3. ↑  ”Declare War” (på engelska). Gamesetwatch. 18 mars 1993. http://www.gamesetwatch.com/super_conflict_large.jpg. Läst 20 maj 2015.
4. ↑  ”Super Conflict” (på engelska). Mobygames. 18 mars 1993. http://www.mobygames.com/game/snes/super-conflict. Läst 20 maj 2015.